# Videm pri Lukovici
Videm pri Lukovici – wieś w Słowenii, w gminie Lukovica. W 2018 roku liczyła 39 mieszkańców.